# PZL P.6 / P.7
El PZL P.7 es un avión de caza diseñado por la compañía polaca PZL y fabricada por ésta en su planta de Varsovia en la década de 1930.

## Historia y desarrollo

### Orígenes
Una de las primeras tareas de la recién creada en 1928, compañía aeronáutica estatal Państwowe Zaklady Lotnicze (PZL) fue diseñar un caza moderno para la Fuerza Aérea polaca. Como resultado, de un requerimiento del Departamento de Aviación del Ministerio de Defensa a PZL, un equipo de diseño y construcción liderado por el joven ingeniero Zygmunt Puławski comenzó los trabajos y diseñó un caza monoplano de ala alta de estructura totalmente metálica (el primero en Polonia) propulsado por un motor lineal Hispano-Suiza 12L. Se buscó mejorar el rendimiento, especialmente la velocidad de vuelo, y mejorar la visibilidad desde la cabina del piloto; para ello se utilizó una ingeniosa solución en el avión: un ala alta con el perfil característico del ala de una gaviota. El contorno trapezoidal del ala, estrechado en el fuselaje con deflexión simultánea de la parte media del perfil aerodinámico hacia la parte inferior del casco, proporcionaba una excelente visibilidad hacia adelante y hacia arriba; tal tipo de ala pasó a ser conocida internacionalmente como ala Puławski o ala polaca; posteriormente su diseño fue copiado en algunos otros países. Otra nueva idea eran los aterrizadores principales con forma de tijera, con amortiguadores oleoneumáticos incorporados.
El diseño inicial de Puławski designado como PZL P.1 poseía múltiples similitudes con los diseños de aviación franceses contemporáneos de la época; estas se pueden atribuir al propio Puławski, que había recibido una gran parte de su educación técnica en Francia (trabajó en la firma Breguet Aviation ) solo unos años antes. El P.1 también presentó una serie de originales innovaciones, incluido el diseño característico de ala monoplana. Mientras que la mayoría de las fuerzas aéreas aún usaban biplanos, el P.1 usó un ala alta de tipo gaviota, lo que proporcionó al piloto un campo de visión hacia adelante superior.
El P.1 no pasó de la fase de prototipo, ya que se decidió que los cazas de la Fuerza Aérea de Polonia debían ser impulsados con un motor radial, producido bajo licencia en Polonia. En aquellos momentos se estaba negociando con la firma Bristol Engine para la fabricación de los motores radiales Bristol Jupiter. El PZL P.1 fue considerado como una solución de futuro prometedora, pero necesitado de más desarrollo, eso sí, usando un motor radial. Como resultado de esta decisión se solicitó a PZL la adaptación de un motor radial al P.1, lo que condujo a la construcción de cuatro prototipos. El P.6/I con Jupiter VIFH de 440 hp para baja cota y el P.7/I con el Jupiter VII de 485 hp con sobrealimentador para alta cota que realizan sus primeros vuelos en agosto y octubre de 1930 respectivamente. Entre el 28 de noviembre al 14 de diciembre de 1930, se presentó el nuevo caza en el XII Salon International de l'Aéronautique en Le Bourget pilotado por el capitán Boleslaw Orlinsky; esta aeronave fue muy bien recibida en el mundo de la aviación, y la prensa reconoció al P.6 como uno de los mejores cazas del mundo; también participó en las National Air Races celebradas en Cleveland, Ohio en agosto-septiembre de 1931. Este avión pìlotado por Orlinsky sufrió una parada de motor a una altitud de 1.000 m; el piloto saltó en paracaídas y el aparato no fue reconstruido.
A continuación, a principios de 1931 apareció el P.6/II; prototipo en la que su principal diferencia con respecto a los anteriores era el tener un sistema de escape revisado, y ese otoño el P.7/II propulsado por un Bristol Jupiter VII carenado por un anillo Townend  fabricado bajo licencia por Polskie Zaklady Skodyà, con la parte trasera rediseñada (cola) y otros cambios menores. Este último prototipo fue el elegido para ser fabricado en serie con destino a las fuerzas aéreas polacas, que adquirieron 150 ejemplares, siendo designado para su uso en servicio como P.7a.

## Descripción
El avión era un monoplano de estructura completamente metálica recubierto con láminas de duraluminio, era de diseño convencional, con alas de gaviota reforzadas y un tren de rodaje fijo con un patín trasero. Las alas de forma trapezoidal, más delgadas por el fuselaje, estaban cubiertas con una lámina de duraluminio corrugado tipo Wibault con borde (las superficies superiores eran lisas) y sostenidas por dos puntales a cada lado. El fuselaje estaba enmarcado en una sección frontal y semi- monocasco en las secciones media y trasera, ovales en sección transversal, la cabina del piloto era abierta con un parabrisas. El armamento consistía en dos ametralladoras de 7,7 mm montadas en los costados del fuselaje (inicialmente Vickers E de 7,7 mm, más tarde wz.37 de 7,92). El avión estaba impulsado por el motor radial Bristol Júpiter VIIF (potencia normal: 480 CV (360 kW), máximo: 520 CV (390 kW) carenado con un anillo Townend y una hélice bipala. Un tanque de combustible principal de 290 l en el fuselaje, detrás del motor, podría dejarse caer en caso de emergencia de incendio. El segundo tanque de combustible tenía 7 l.

## Historia operativa
El PZL P.7a entró en servicio en la primavera de 1933, reemplazando a los cazas PWS-A (licencia Avia BH-33) y PWS-10. En consecuencia, la Fuerza Aérea Polaca se convirtió en la primera fuerza aérea del mundo totalmente equipada con cazas monocasco de metal. Cuando el P.7 entró en servicio, era un caza moderno, comparable o mejor que los diseños contemporáneos, pero debido al rápido progreso en la tecnología de un avión, se volvió totalmente obsoleto en 1939. Desde 1935, en la mayoría unidades de combate, el P.7 fue reemplazado por el PZL P.11, que era solo un poco más moderno. Los P.7a luego se trasladaron a escuelas de entrenamiento.
Al inicio de la invasión de Polonia la Fuerza Aérea Polaca todavía tenía 30 P.7a en unidades de combate. Otros 40 estaban en escuelas y 35 en reserva o reparaciones, dando un total de 106 aviones disponibles. Los P.7a fueron usados en tres escuadrones, cada uno con 10 aviones. El Escuadrón 123.º estaba en la Brigada de Persecución, desplegada alrededor de Varsovia, el 151.º y el 162.º escuadrón fueron asignados a los ejércitos terrestres. A pesar de ser obsoletos, tomaron parte en la defensa del país durante la invasión alemana. Además de las unidades de combate, al menos 18 aviones P.7a fueron movilizados en unidades improvisadas en las bases aéreas de Dęblin y Ułęż.
Aunque el P.7 tenía una mejor maniobrabilidad que sus oponentes alemanes y podía operar desde campos cortos (150 m para despegar), incluso los más rudos, casi todos los aviones alemanes eran más rápidos que el P.7a. Además, el avión polaco y sus motores estaban desgastados por el uso intensivo del servicio. Su armamento también era insuficiente: solo dos ametralladoras Vickers en la mayoría de los aviones, que tenían tendencia a atascarse (solo a partir del avión número 6.109 fueron reemplazadas por la mejor wz.37). Por estos motivos, los pilotos de los P.7a reclamaron solo siete aviones alemanes derribados (dos He 111, dos Do 17, un Hs 126 y dos Bf 110), perdiendo en combate 22 aviones. Una fuerza de tarea improvisada de aviones P.7a desde unidades en bases aéreas fue usada más bien para confundir y perturbar a los bombardeos alemanes con su presencia.
La mayoría de los cazas P.7a fueron destruidos en 1939, en combate o en el suelo, una docena volaron al final de la guerra a Rumania, pero no fueron utilizados en combate allí. Algunos capturados por los alemanes fueron utilizados para el entrenamiento. Varios aviones fueron capturados por los soviéticos (no se conoce el número exacto) y también fueron usados como entrenadores.

## Especificaciones técnicas (PZL P.7a)
Referencia datos: Enciclopedia Ilustrada de la Aviación: Vol.11 pag. 2260, Edit. Delta, Barcelona, 1984 ISBN 84-85822-97-8

### Características generales
- Longitud: 7,15 m
- Envergadura: 10,30 m
- Altura: 2,75 m
- Superficie alar: 17,20 m²
- Peso vacío: 1010 kg
- Peso máximo al despegue: 1410 kg
- Planta motriz:  Radial 9 cilindros Bristol Jupiter VII.
  - Potencia: 362 kW (485 HP; 492 CV) cada uno.
- Hélices: bipala

### Rendimiento
- Velocidad nunca excedida (Vne): 320 km/h a 4000 m
- Velocidad crucero (Vc): 285 km/h
- Velocidad de entrada en pérdida (Vs): 104 km/h
- Alcance: 560 km
- Techo de vuelo: 8275 m
- Régimen de ascenso: 62,4 m/min

### Armamento
- Ametralladoras: 2× Vickers 7,7 mm ó
 wz.37 7,92 mm